# Убапоранга
Убапоранга (порт. Ubaporanga) — муниципалитет в Бразилии, входит в штат Минас-Жерайс. Составная часть мезорегиона Вали-ду-Риу-Доси. Входит в экономико-статистический микрорегион Каратинга. Население составляет 18 818 человек на 2006 год. Занимает площадь 390,886 км². Плотность населения — 67,2 чел./км².

## История
Город основан 1 января 1993 года. 

## Статистика
- Валовой внутренний продукт на 2003 год составляет 30 765 387,00 реалов (данные: Бразильский институт географии и статистики).
- Валовой внутренний продукт на душу населения на 2003 год составляет 101,86 реалов (данные: Бразильский институт географии и статистики).
- Индекс развития человеческого потенциала на 2000 год составляет 0,698 (данные: Программа развития ООН).